# ジョン・マッギオーク
ジョン・アレクサンダー・マッギオーク（John Alexander McGeoch、1955年8月25日 - 2004年3月4日）は、イギリスのミュージシャン。元スージー・アンド・ザ・バンシーズのギタリストとして最もよく知られ、他にもマガジン、ヴィサージ、パブリック・イメージ・リミテッドのメンバーとしてプレイした。
「モジョの選ぶ歴史上最も偉大な100人のギタリスト」において1996年は第89位。

## 来歴

### 生い立ち
スコットランドの地方都市グリーノックにて生まれ育つ。12歳でギターに触れ、ジミ・ヘンドリックスやエリック・クラプトンといったブルース・ロックをコピーしてギターの腕を上げていった。1971年に家族とともにロンドンに引越し、1975年にマンチェスター・メトロポリタン大学に入学し美術を学ぶ。

### マガジン、ヴィサージでの活動
1977年4月、当時のアパートの同居人にバズコックス脱退後にバンドメンバーを探していたハワード・ディヴォートを紹介され、マガジンの結成に至る。1978年1月にシングル「Shot by Both Sides」でデビューを果たした。同年にマンチェスター・メトロポリタン大学を卒業。
マガジンのメンバーとして活動する一方で、1979年にバンドメイトのバリー・アダムソンとデイヴ・フォーミュラと共にシンセポップグループ、ヴィサージに参加した。1980年リリースのデビューアルバム『ヴィサージ』でギターとサックスを演奏した。他にもジェネレーションXの作品に参加しギターを演奏した。マガジンで3枚のアルバムに参加した後、スージー・アンド・ザ・バンシーズに加入するためバンドを脱退。

### スージー・アンド・ザ・バンシーズでの活動
1980年のスージー・アンド・ザ・バンシーズ加入後、までの間に3枚のアルバムに参加した。 1982年11月、ツアーでのストレスやプレッシャーによる神経衰弱によりマドリードのステージ上で倒れ、バンドを脱退する。

### ジ・アーモリー・ショウ、PiLでの活動
1985年、元スキッズのリチャード・ジョブソン（ボーカル）、ラッセル・ウェッブ（ベース）、元マガジンのジョン・ドイル（ドラムス）らとジ・アーモリー・ショウを結成するが、1stアルバムを『Waiting for the Floods』リリース後に脱退し、1986年にパブリック・イメージ・リミテッド（PiL）に加入、1992年のバンド解散まで在籍し3枚のアルバムに参加した。

### 引退後、死
PiL解散後は音楽業界から退き、1995年から看護師として働くが、死の前までテレビ向け音楽を作曲し提供していた。2004年3月4日、コーンウォールにて睡眠中に亡くなったことが報じられた。享年48歳。

## 後進への影響
同世代で最も影響力のあるギタリストの一人に数えられ、「ニュー・ウェイヴのジミー・ペイジ」とも称された。
U2のジ・エッジ、元ザ・スミスのジョニー・マー、レディオヘッドのジョニー・グリーンウッドとエド・オブライエン、元ジェーンズ・アディクションのデイヴ・ナヴァロ、スマッシング・パンプキンズのビリー・コーガン、元レッド・ホット・チリ・ペッパーズのジョン・フルシアンテら錚々たる名手達が演奏面で影響を受けたことを公言しており、特にフルシアンテは「マガジンとスージー・アンド・ザ・バンシーズでのマッギオークの演奏を覚えてギターの弾き方を学んだ」とまで語っている。

## 日本での名前の発音について
McGeochの日本語（片仮名）表記には従来から諸説があった。マジョーチ、マクガフ、マッゴフ、マッゴーなどである。一般的には「マクガフ」を用いることが多いが、近年「マッゴー」が原音に近いという説が有力となっていた。しかし、2009年の再結成ギグのYoutube動画やDVD「Real Life + Thereafter」で、ディヴォートがMcGeochについて触れる際「マッギオーク」と発音しているのを聞くことができる。